# Estados Unidos nos Jogos Pan-Americanos de 2007
Os Estados Unidos competiram nos Jogos Pan-Americanos de 2007, no Rio de Janeiro, no Brasil, e conquistaram a primeira posição no quadro de medalhas com 237 no total, sendo 97 de ouro. A delegação contou com 595 atletas, perfazendo a segunda maior delegação dos Jogos, atrás apenas da brasileira. Foram 322 homens e 273 mulheres, sendo que a jogadora de vôlei Danielle Scott-Arruda foi a porta-bandeira na cerimônia de abertura.

## Polêmica
A seis dias da abertura do evento, em uma reunião dos primeiros integrantes da delegação dos Estados Unidos no local reservado ao Comitê Olímpico do país no Riocentro, o gerente de imprensa Kevin Neuendorf escreveu na lousa a frase "Welcome to the Congo!" (Bem-vindo ao Congo! em inglês). A imagem foi registrada por um fotógrafo do jornal carioca O Globo e publicado na primeira página. A repercussão foi tamanha que rapidamente o USOC (Comitê Olímpico Estadunidense) demitiu o funcionário e emitiu uma nota de desculpas ao COB, CO-Rio (comitê organizador dos jogos) e ao povo brasileiro, dizendo que a frase era uma piada se referindo à temperatura do Rio do Janeiro e que o fato foi um comportamento isolado e não representa a opinião da delegação.

## Medalhas

### Ouro
- Ed Moran: Atletismo - 5000 metros masculino
- Josh McAdams: Atletismo - 3000 metros com obstáculos masculino
- Michael Robertson: Atletismo - Lançamento de disco masculino
- Mikele Barber: Atletismo - 100 metros feminino
- Sara Slattery: Atletismo - 10000 metros feminino
- Sheena Johnson: Atletismo - 400 metros com barreiras feminino
- Eva Lee e Mesinee Mangkalariki: Badminton - Duplas feminino
- Howard Bach e Eva Lee: Badminton - Duplas mistas
- Eva Lee: Badminton - Individual feminino
- Equipe: Basquete feminino
- Rhino Page: Boliche - Individual masculino
- Rhino Page e Cassidy Schaub: Boliche - Duplas masculino
- Tennelle Milligan: Boliche - Individual feminino
- Diandra Asbaty e Tennelle Milligan: Boliche - Duplas feminino
- Luis Yanez: Boxe - Peso mosca-ligeiro (até 48 kg)
- Karl Dargan: Boxe - Peso meio-médio-ligeiro (até 64 kg)
- Adam Craig: Ciclismo - Mountain Bike masculino
- Jason Richardson: Ciclismo - BMX masculino
- Andras Horanyi: Esgrima - Florete individual masculino
- Courtney Hurley: Esgrima - Espada individual feminino
- Tim Hagamen, Benjamin Igoe, Benjamin Ungar e James Williams: Esgrima - Sabre por equipes masculino
- Regina Jaquess: Esqui aquático - Rampa feminino
- Justin Spring: Ginástica artística - Barras paralelas masculino
- Rebecca Bross, Ivana Hong, Shawn Johnson, Anastasia Liukin, Samantha Peszek e Amber Trani: Ginástica artística - Equipe feminino
- Shawn Johnson: Ginástica artística - Barras assimétricas feminino
- Shawn Johnson: Ginástica artística - Individual geral feminino
- Shawn Johnson: Ginástica artística - Trave feminino
- Rebecca Bross: Ginástica artística - Solo feminino
- Lisa Wang: Ginástica rítmica - Individual geral
- Lisa Wang: Ginástica rítmica - Fita individual
- Chris Estrada: Ginástica de trampolim masculino
- Christopher Hickey, Katherine Poulin-Neff e Lauren Sammis: Hipismo - Adestramento por equipe
- Cristopher Hickey: Hipismo - Adestramento individual
- Karen O'Connor: Hipismo - Concurso Completo de Equitação individual
- Stephen Bradley, Karen O'Connor, Gina Miles e Philipp Dutton: Hipismo - Concurso Completo de Equitação por equipe
- Ryan Reser: Judô - até 73 kg masculino
- Travis Stevens: Judô - até 81 kg masculino
- Ronda Rousey: Judô - até 70 kg feminino
- Henry Cejudo: Luta livre - até 55 kg masculino
- Sara McMann: Luta livre - até 63 kg feminino
- Kristie Marano: Luta livre - até 72 kg feminino
- Harry Lester: Luta greco-romana - até 66 kg masculino
- Brad Vering: Luta greco-romana - até 84 kg masculino
- Justin Ruiz: Luta greco-romana - até 96 kg masculino
- Christina Jones e Andrea Nott: Nado sincronizado - Dueto
- Equipe: Nado sincronizado - Equipes
- Matthew Owen: Natação - 200 m livre masculino
- Matt Patton: Natação - 400 m livre masculino
- Charles Peterson: Natação - 1500 m livre masculino
- Randall Bal: Natação - 100 m costas masculino
- Randall Bal, Mark Gangloff, Ricky Berens e Andy Grant: Natação - 4x100 m medley masculino
- Fran Cripen: Natação - Maratona aquática 10 km masculino
- Ava Ohlgren: Natação - 200 m livre feminino
- Jessica Rodriguez: Natação - 400 m livre feminino
- Caroline Burckle: Natação - 800 m livre feminino
- Julia Smit: Natação - 100 m costas feminino
- Teresa Crippen: Natação - 200 m costas feminino
- Michelle McKeehan: Natação - 100 m peito feminino
- Caitlin Leverenz: Natação - 200m peito feminino
- Kathleen Hersey: Natação - 100 m borboleta feminino
- Kathleen Hersey: Natação - 200 m borboleta feminino
- Julia Smit: Natação - 200 m medley feminino
- Kathleen Hersey: Natação - 400 m medley feminino
- Julia Smit, Sam Woodward, Emily Kukors e Maritza Correia: Natação - 4x100 m livre feminino
- Jessica Rodriquez, Emily Kukors, Ava Ohlgren e Katie Carroll: Natação - 4x200 m livre feminino
- Julia Smit, Michelle McKeehan, Kathleen Hersey e Maritza Correia: Natação - 4x100 m medley feminino
- Chloe Sutton: Natação - Maratona aquática 10 km feminino
- Joey Mantia: Patinação de velocidade - Velocidade masculino
- Brittany Bowe: Patinação de velocidade - Velocidade feminino
- Jessica Smith: Patinação de velocidade - Fundo feminino
- Eli Bremer: Pentatlo moderno masculino
- Equipe: Polo aquático feminino
- Equipe: Polo aquático masculino
- Equipe: Remo - Oito com masculino
- Sarah Trowbridge e Margaret Matia: Remo - Skiff duplo feminino
- Mitchell Richeson e Troy Dumais: Saltos ornamentais - Trampolim de 3 m sincronizado masculino
- David Boudia e Thomas Finchum: Saltos ornamentais - Plataforma de 10 m sincronizado masculino
- Equipe: Softbol feminino
- Natalie Grainger: Squash - Individual feminino
- Gao Jun: Tênis de mesa - Individual feminino
- Gao Jun, Wang Chen e Tawny Banh: Tênis de mesa - Equipes feminino
- Brady Ellison, Butch Johnson, Vic Wunderle: Tiro com arco - Equipes masculino
- Jennifer Nichols: Tiro com arco - Individual feminino
- Jason Turner: Tiro - Pistola 50 m masculino
- Jason Turner: Tiro - Pistola de ar 10 m masculino
- Thomas Tamas: Tiro - Carabina deitado 50 m masculino
- Jason Parker: Tiro -  Carabina 3 posições 50 m masculino
- Jason Parker: Tiro -  Carabina de ar 10 m masculino
- Josh Richmond: Tiro -  Fossa dublê masculino
- Vincent Hancock: Tiro - Skeet masculino
- Sandra Uptagrafft: Tiro - Pistola 25 m feminino
- Jamie Beyerle: Tiro - Carabina 3 posições 50 m feminino
- Haley Dunn: Tiro - Skeet feminino
- Andy Potts: Triatlo masculino
- Julie Ertel: Triatlo feminino
- Paige Railey: Vela - Classe Laser Radial
- Andrew Campbell: Vela - Classe Laser

### Prata
- Darvis Doc Patton: Atletismo - 100 metros masculino
- Greg Nixon, Jamaal Torrance, Laron Bennett e David Neville III: Atletismo - 4x400 metros masculino
- David Payne: Atletismo - 110 metros com barreiras masculino
- Michael Spence: Atletismo - 3000 metros com obstáculos masculino
- Adam Kuehl: Atletismo - Lançamento de disco masculino
- Mike Hazle: Atletismo - Lançamento de dardo masculino
- Kibwe Johnson: Atletismo - Lançamento de martelo masculino
- Mechelle Lewis: Atletismo - 100 metros feminino
- Mary Jayne Harrelson: Atletismo - 1500 metros feminino
- Catherine Ferrell: Atletismo - 5000 metros feminino
- Shareese Woods, Mechelle Lewis, Alexis Weatherspoon e Mikele Barber: Atletismo - 4x100 metros feminino
- April Steiner: Atletismo - Salto com vara feminino
- Howard Bach e Bob Malaythong: Badminton - Duplas masculino
- Equipe: Beisebol masculino
- Demetrius Andrade: Boxe - Peso meio-médio (até 69 kg)
- Mary McConneloug: Ciclismo - Mountain Bike feminino
- Ben Barczewski: Ciclismo - Velocidade individual masculino
- Hanna Thompson: Esgrima - Florete individual feminino
- Alexis Jemal: Esgrima - Sabre individual feminino
- Emma Baratta, Eileen Grench, Alexis Jemal e Hanna Thompson: Esgrima - Sabre por equipes feminino
- James Williams: Esgrima - Sabre individual masculino
- Cory Pickos: Esqui aquático - Truques masculino
- Regina Jaquess: Esqui aquático - Slalom feminino
- Mandy Nightingale: Esqui aquático - Truques feminino
- Equipe: Futebol feminino
- Sean Golden: Ginástica artística - Argolas masculino
- Guillermo Alvarez: Ginástica artística - Solo masculino
- Rebecca Bross: Ginástica artística - Individual geral feminino
- Anastasia Liukin: Ginástica artística - Barras assimétricas feminino
- Anastasia Liukin: Ginástica artística - Trave feminino
- Amber Trani: Ginástica artística - Salto sobre o cavalo feminino
- Shawn Johnson: Ginástica artística - Solo feminino
- Lisa Wang: Ginástica rítmica - Corda individual
- Lisa Wang: Ginástica rítmica - Maças individual
- Julie Zetlin: Ginástica rítmica - Fita individual
- Lauren Sammis: Hipismo - Adestramento individual
- Philip Dutton: Hipismo - Concurso Completo de Equitação individual
- Equipe: Hóquei sobre grama feminino
- Valerie Gotay: Judô - até 57 kg feminino
- Casey Burgener: Levantamento de peso - acima de 105 kg masculino
- Emmy Vargas: Levantamento de peso - acima de 75 kg feminino
- Michael Zadick: Luta livre - até 60 kg masculino
- Joe Heskett: Luta livre - até 74 kg masculino
- Andrew Hrovat: Luta livre - até 84 kg masculino
- Tommy Rowlands: Luta livre - até 120 kg masculino
- Marcie Vandusen: Luta livre - até 55 kg feminino
- Lindsey Durlacher: Luta greco-romana - até 60 kg masculino
- Dremiel Byers: Luta greco-romana - até 120 kg masculino
- Charles Peterson: Natação - Maratona aquática 10 km masculino
- Tobias Work: Natação - 400 m livre masculino
- Peter Marshall: Natação - 100 m costas masculino
- Scott Clary: Natação - 200 m costas masculino
- Gabriel Woodward: Natação - 100 m peito masculino
- Eddie Erazo: Natação - 200 m borboleta masculino
- Robert Margalis: Natação - 200 m medley masculino
- Robert Margalis: Natação - 400 m medley masculino
- Gabriel Woodward, Ricky Berens, Dale Rogers e Andy Grant: Natação - 4x100 m livre masculino
- Ricky Berens, Matthew Owen, Andy Grant e Robert Margalis: Natação - 4x200 m livre masculino
- Julia Smit: Natação - 200 m costas feminino
- Sam Woodward: Natação - 100 m borboleta feminino
- Courtney Kalisz: Natação - 200 m borboleta feminino
- Emily Kukors: Natação - 200 m medley feminino
- Teresa Crippen: Natação - 400 m medley feminino
- Abigail Burris: Patinação artística - Livre feminino
- Rich Montgomery e Andrew Liverman: Remo - Skiff duplo peso leve masculino
- Daniel Beery e Patrick O'Dunne: Remo - Dois sem masculino
- Gabe Winkler, Sebastian Bea, Howard Tyler Winklevoss e Cameron Winklevoss: Remo - Quatro sem masculino
- Andrew Bolton, Bjorn Larsen, Matthew Smith e Simon Carcagno: Remo - Quatro sem peso leve masculino
- Julie Nichols, Reilly Dampeer, Sarah Trowbridge e Margaret Matia: Remo - Skiff quádruplo feminino
- Haley Ishimatsu: Saltos ornamentais - Plataforma de 10 m feminino
- Ariel Rittenhouse e Kelci Bryant: Saltos ornamentais - Trampolim de 3 m sincronizado feminino
- Julian Illingworth: Squash - Individual masculino
- Natalie Grainger, Latasha Khan e Michelle Quibell: Squash - Equipe feminino
- James Moontasr: Taekwondo - até 80 kg masculino
- Anthony Graf: Taekwondo - acima de 80 kg masculino
- Keith Sanderson: Tiro - Tiro rápido 25 m masculino
- Daryl Szarenski: Tiro - Pistola 50 m masculino
- Michael McPhail: Tiro -  Carabina deitado 50 m masculino
- Matt Rawlings: Tiro -  Carabina de ar 10 m masculino
- Bret Erickson: Tiro - Fossa olímpica masculino
- Jeff Holguin: Tiro - Fossa dublê masculino
- Todd Graves: Tiro - Skeet masculino
- Amy Sowash: Tiro -  Carabina de ar 10 m feminino
- Kim Rhode: Tiro - Skeet feminino
- Sarah Haskins: Triatlo feminino
- Bill Faude, David Starck e Jody Starck: Vela - Classe Lightning
- Equipe: Voleibol masculino
- Hans Stolfus e Ty Loomis: Voleibol de praia masculino

### Bronze
- Rubin Williams: Atletismo - 200 metros masculino
- James Samuels, Rae Edwards, Rubin Williams e Darvis Doc Patton: Atletismo - 4x100 metros masculino
- Laron Bennett: Atletismo - 400 metros com barreiras masculino
- Bashir Ramzy: Atletismo - Salto em distância masculino
- Debbie Dunn, Angel Perkins, Latonia Wilson e Nicole Leach: Atletismo - 4x400 metros feminino
- Nicole Leach: Atletismo - 400 metros com barreiras feminino
- Eric Go: Badminton - Individual masculino
- Kuei Ya Chen e Jamie Subandhi: Badminton - Duplas feminino
- Bob Malaythong e Mesinee Mangkalariki: Badminton - Duplas mistas
- Christopher Downs: Boxe - Peso meio-pesado (até 81 kg)
- Andy Lakatosh: Ciclismo - Velocidade individual masculino
- Emma Baratta: Esgrima - Sabre individual feminino
- Andras Horanyi, Weston Kelsey, Cody Mattern e Benjamin Ungar: Esgrima - Espada por equipes masculino
- Mandy Nightingale: Esqui aquático - Slalom feminino
- Regina Jaquess: Esqui aquático - Truques feminino
- Mandy Nightingale: Esqui aquático - Rampa feminino
- Joey Hagerty, Justin Spring, Todd Thornton, Guillermo Alvarez, David Luca Durante e Sean Golden: Ginástica artística - Equipe masculino
- Guillermo Alvarez: Ginástica artística - Individual geral masculino
- Ivana Hong: Ginástica artística - Individual geral feminino
- Ryan Weston: Ginástica de trampolim masculino
- Gina Miles: Hipismo - Concurso Completo de Equitação individual
- Lauren Hough, Cara Raether, Laura Chapot e Todd Minikus: Hipismo - Salto por equipe
- Rick Hawn: Judô - até 90 kg masculino
- Jeanette Rodriguez: Judô - até 48 kg feminino
- Melanie Roach: Levantamento de peso - até 53 kg feminino
- Natalie Woolfolk: Levantamento de peso - até 63 kg feminino
- Doug Schwab: Luta livre - até 66 kg masculino
- Daniel Cormier: Luta livre - até 96 kg masculino
- Stephanie Murata: Luta livre - até 48 kg feminino
- Tc Dantzler: Luta greco-romana - até 74 kg masculino
- Gabriel Woodward: Natação - 100 m livre masculino
- Scott Spann: Natação - 200 m peito masculino
- Corinne Showalter: Natação - 400 m livre feminino
- Elizabeth Tinnon: Natação - 100 m peito feminino
- Keri Hehn: Natação - 200 m peito feminino
- Josh Rhoads: Patinação artística - Livre masculino
- Mickelle Kelly: Pentatlo moderno feminino
- Deaglan McEachern e Francis Cuddy: Remo - Skiff duplo masculino
- Warren Anderson, Jamie Schroeder, Deaglan McEachern e Francis Cuddy: Remo - Skiff quádruplo masculino
- Ruth Stiver e Jennifer Reck: Remo - Dois sem feminino
- Troy Dumais: Saltos ornamentais - Trampolim de 3 m masculino
- Kelci Bryant: Saltos ornamentais - Trampolim de 3 m feminino
- Haley Ishimatsu e Mary Beth Dunnichay: Saltos ornamentais - Plataforma de 10 m feminino
- Chen Wang: Tênis de mesa - Individual feminino
- Mark Hazinski, Eric Owens, Han Xiao: Tênis de mesa - Equipes masculino
- Vic Wunderle: Tiro com arco - Individual masculino
- Jennifer Nichols, Lindsay Pian, Karen Scavotto: Tiro com arco - Equipes feminino
- Thomas Rose: Tiro - Pistola de ar 10 m masculino
- Amanda Furrer: Tiro - Carabina 3 posições 50 m feminino
- Corey Cogdell: Tiro - Fossa olímpica feminino
- Paul Foerster: Vela - Classe Sunfish
- Equipe: Voleibol feminino

## Desempenho

### Atletismo
100 metros masculino
- Darvis Doc Patton - Série 3: 10s35, Semifinal 2: 10s21, Final: 10s17 →  Prata
- James Samuels - Série 2: 10s41, Semifinal 1: 10s31, Final: 10s33 → 6º lugar

100 metros feminino
- Mikele Barber - Série 1: 11s15, Semifinal 1: 11s18, Final: 11s02 (RP) →  Ouro
- Mechelle Lewis - Série 2: 11s27, Semifinal 2: 11s18, Final: 11s24 →  Prata

200 metros masculino
- Rubin Williams - Série 3: 20s72, Semifinal 2: 20s66, Final: 20s57 →  Bronze
- Jordan Vaden - Série 4: 20s67, Semifinal 1: 20s54, Final: não largou → eliminado

200 metros feminino
- Shareese Woods - Série 3: 23s44, Semifinal 1: 23s11, Final: 23s34 → 7º lugar
- Latonia Wilson - Série 2: 23s39, Semifinal 2: 23s26, Final: 23s50 → 8º lugar

400 metros masculino
- Jamaal Torrance - Série 2: 45s65, Semifinal 1: 45s75, Final: 46s05 → 7º lugar
- Lionel Larry - Série 1: 45s32, Semifinal 2: 45s40, Final: não completou → eliminado

400 metros feminino
- Monique Henderson - Semifinal 1: 52s18, Final: 52s28 → 6º lugar
- Debbie Dunn - Semifinal 2: 51s86, Final: 52s97 → 8º lugar

800 metros masculino
- Duane Solomon - Semifinal 3: 1m47s73 → eliminado

800 metros feminino
- Alysia Johnson - Semifinal 2: 2m01s48, Final: 2m02s57 → 6º lugar
- Morgan Uceny - Semifinal 1: 2m04s13 → eliminada

1500 metros masculino
- Andrew McClary - Final: 4m03s58 → 14º lugar

1500 metros feminino
- Mary Jayne Harrelson - Final: 4m15s24 →  Prata
- Lindsey Gallo - Final: 4m18s87 → 6º lugar

5000 metros masculino
- Ed Moran - Final: 13m25s60 (RP) →  Ouro

5000 metros feminino
- Catherine Ferrell - Final: 15m42s01 →  Prata
- Mandi Zemba - Final: 16m08s09 → 8º lugar

10000 metros masculino
- Jorge Torres - Final: 28m28s48 → 4º lugar
- Jason Hartmann - Final: 29m02s89 → 6º lugar

10000 metros feminino
- Sara Slattery - Final: 32m54s41 (RP) →  Ouro
- Emily McCabe - Final: 33m39s61 → 6º lugar

4x100 metros masculino
- Equipe (James Samuels, Rae Edwards, Rubin Williams, Darvis Doc Patton) - Semifinal 1: 38s93, Final: 38s88 →  Bronze

4x100 metros feminino
- Equipe (Shareese Woods, Mechelle Lewis, Alexis Weatherspoon, Mikele Barber) - Semifinal 1: 43s07, Final: 43s62 →  Prata

4x400 metros masculino
- Equipe (David Neville III, Jamaal Torrance, Greg Nixon, Bashir Ramzy) - Semifinal 1: 3m05s01, Final: 3m02s44 →  Prata

4x400 metros feminino
- Equipe (Debbie Dunn, Angel Perkins, Latonia Wilson, Nicole Leach) - Final: 3m27s84 →  Bronze

100 metros com barreiras feminino
- Jenny Adams - Semifinal 1: 13s15, Final: 13s15 → 6º lugar
- Yvette Lewis - Semifinal 3: 13s25, Final: 13s69 → 8º lugar

110 metros com barreiras masculino
- David Payne - Semifinal 2: 13s77, Final: 13s43 →  Prata
- Bashir Ramzy - Semifinal 1: 13s61, Final: 14s09 → 7º lugar

400 metros com barreiras masculino
- Laron Bennett - Semifinal 2: 49s09, Final: 49s07 →  Bronze

400 metros com barreiras feminino
- Sheena Johnson - Semifinal 2: 55s55, Final: 54s64 →  Ouro
- Nicole Leach - Semifinal 1: 55s77, Final: 54s97 →  Bronze

3000 metros com obstáculos masculino
- Josh McAdams - Final: 8m30s49 →  Ouro
- Michael Spence - Final: 8m32s11 →  Prata

3000 metros com obstáculos feminino
- Desiraye Osburn-Speer - Final: 9m59s11 → 4º lugar
- Kristin Anderson - Final: 10m08s67 → 5º lugar

20 km de marcha atlética masculino
- Matthew Boyles - Final: 1h30m03s → 5º lugar
- John Nunn - Final: 1h32m37s → 7º lugar

20 km de marcha atlética feminino
- Jolene Moore → desclassificada
- Teresa Vaill → desclassificada

50 km de marcha atlética masculino
- Philip Dunn - Final: 4h15m47s → 8º lugar
- Kevin Eastler → desclassificado

Maratona masculino
- Jacob Frey - Final: 2h16m44s → 4º lugar
- Chris Lundstrom - Final: 2h18m05s → 6º lugar

Maratona feminino
- Chris Lundy - Final: 2h51m56s → 7º lugar
- Emily Mortensen - Final: 3h02m00s → 8º lugar

Salto em distância masculino
- Bashir Ramzy - Grupo B: 7.49 m, Final: 7.90 m →  Bronze

Salto em distância feminino
- Shameka Marshall - Final: 6.25 m → 7º lugar
- Cynthia Deloach - Final: 6.04 m → 10º lugar

Salto triplo masculino
- Lawrence Willis - Final: 16.72 m → 5º lugar

Salto triplo feminino
- Shani Marks - Final: 13.92 m → 5º lugar
- Yvette Lewis - Final: 13.49 m → 6º lugar

Salto em altura masculino
- Adam Shunk - Final: 2.24 m → 6º lugar
- Jamie Nieto - Final: 2.21 m → 7º lugar

Salto em altura feminino
- Sharon Day - Final: 1.81 m → 6º lugar
- Inika McPherson - Final: 1.78 m → 11º lugar

Salto com vara masculino
- Derek Miles → sem marca
- Jeremy Scott → sem marca

Salto com vara feminino
- April Steiner - Final: 4.40 m →  Prata

Lançamento de peso masculino
- Garrett Johnson - Final: 19.67 m → 4º lugar

Lançamento de peso feminino
- Jillian Camarena - Final: 18.11 m → 4º lugar
- Kristin Heaston - Final: 17.88 m → 5º lugar

Lançamento de disco masculino
- Michael Robertson - Final: 59.24 m →  Ouro
- Adam Kuehl - Final: 57.50 m →  Prata

Lançamento de disco feminino
- Suzanne Powell-Roos - Final: 59.08 m → 4º lugar
- Summer Pierson - Final: 56.03 m → 5º lugar

Lançamento de dardo masculino
- Mike Hazle - Final: 75.33 m →  Prata
- Justin St. Clair - Final: 68.48 m → 7º lugar

Lançamento de dardo feminino
- Dana Pounds - Final: 58.00 m → 4º lugar

Lançamento de martelo masculino
- Kibwe Johnson - Final: 73.23 m →  Prata
- A.G. Kruger - Final: 68.71 m → 4º lugar

Lançamento de martelo feminino
- Kristal Yush - Final: 66.47 m → 4º lugar
- Brittany Riley - Final: 65.49 m → 5º lugar

Decatlo masculino
- Ryan Harlan - 7687 pontos → 5º lugar
- Chris Boyles - 7666 pontos → 6º lugar

Heptatlo masculino
- Virginia Johnson - 5619 pontos → 5º lugar
- Hyleas Fountain → não completou a prova

### Basquetebol
Feminino
- Fase de grupos
  - Vitória sobre a COL Colômbia, 95-41
  - Vitória sobre a ARG Argentina, 85-54
  - Vitória sobre CUB Cuba, 78-63

- Semifinal
  - Vitória sobre o CAN Canadá, 75-59

- Final
  - Vitória sobre o BRA Brasil, 79-66 →  Ouro

Masculino
- Fase de grupos
  - Derrota para o URU Uruguai, 72-81
  - Derrota para o PAN Panamá, 67-75
  - Vitória sobre a ARG Argentina, 74-71

- Classificação 5º-8º lugar
  - Vitória sobre as ISV Ilhas Virgens Americanas, 84-58

- Disputa pelo 5º lugar
  - Vitória sobre o PAN Panamá, 77-74 → 5º lugar

### Beisebol
Masculino
- Fase de grupos
  - Vitória sobre a DOM República Dominicana, 5-1
  - Vitória sobre a NCA Nicarágua, 8-4
  - Vitória sobre o BRA Brasil, 7-5

- Semifinal
  - Vitória sobre o MEX México, 2-1

- Final
  - Derrota para CUB Cuba, 1-3 →  Prata

### Futebol
Feminino
- Fase de grupos
  - Vitória sobre o PAR Paraguai, 7-1
  - Vitória sobre o PAN Panamá, 3-1
  - Vitória sobre a ARG Argentina, 3-0
  - Derrota para o MEX México, 2-3

- Semifinal
  - Vitória sobre o CAN Canadá, 2-1

- Final
  - Derrota para o BRA Brasil, 0-5 →  Prata

Masculino
- Fase de grupos
  - Vitória sobre a VEN Venezuela, 2-1
  - Derrota para a BOL Bolívia, 2-4
  - Derrota para o MEX México, 0-2 → não avançou as semifinais

### Futsal
Masculino
- Fase de grupos
  - Derrota para a ARG Argentina, 2-5
  - Empate com o ECU Equador, 3-3
  - Vitória sobre a CRC Costa Rica, 6-5

- Classificação 5º-8º lugar
  - Vitória sobre a GUA Guatemala, 4-3

- Disputa pelo 5º lugar
  - Vitória sobre CUB Cuba, 5-4 nos pênaltis (2-2 no tempo normal) → 5º lugar

### Ginástica Artística
Masculino
- Competição por equipes
  - 3º lugar -  - Bronze

Feminino
- Competição por equipes
  - 1º lugar -  - Ouro

### Hóquei sobre grama
Feminino
- Fase de grupos
  - Vitória sobre as AHO Antilhas Neerlandesas, 4-1
  - Vitória sobre CUB Cuba, 7-0
  - Vitória sobre o CAN Canadá, 6-0

- Semifinal
  - Vitória sobre o CHI Chile, 4-1

- Final
  - Derrota para a ARG Argentina, 2-4 →  Prata

Masculino
- Fase de grupos
  - Derrota para o CHI Chile, 1-2
  - Empate com o CAN Canadá, 2-2
  - Derrota para as AHO Antilhas Neerlandesas, 1-2

- Classificação 5º-8º lugar
  - Derrota para CUB Cuba, 1-4

- Disputa pelo 7º lugar
  - Vitória sobre o BRA Brasil, 13-0 → 7º lugar

### Natação
100 m livre masculino
- Eliminatórias
  - Gabriel Woodward - Eliminatórias: 49s50, Semifinais: 49s48
  - Dale Rogers - Eliminatórias: 49s81, Semifinais: 49s67

100 m borboleta masculino
- Eliminatórias
  - Ricky Berens: 53s01 → 2° lugar
  - Pat O'neil: 53s40 → 5° lugar
- Semifinais
  - Pat O'neil: 53s44 → 5° lugar
  - Ricky Berens: 53s66 → 8° lugar

100 m peito masculino
- Eliminatórias
  - Mark Gangloff: 1m02s05 → 2° lugar
  - Christian Schurr: 1m03s18 → 6° lugar
- Semifinais
  - Mark Gangloff: 1m00s24 → 1° lugar
  - Christian Schurr: 1m03s00 → 5° lugar

400 m livre masculino
- Eliminatórias
  - Tobias Work: 3m51s52 → 1° lugar
  - Matt Patton: 3m53s30 → 3° lugar

400 m medley masculino
- Eliminatórias
  - Robert Margalis: 4m19s56 → 2° lugar
  - Andrew Callahan: 4m23s84 → 5° lugar
- Final
  - Robert Margalis: 4m17s52 →  Prata
  - Andrew Callahan: 4m26s86 → 7° lugar

4x200 m livre masculino
- Final
  - USA Estados Unidos: 7m15s00 →  Prata

Maratona aquática 10 km masculino
- Final
  - Fran Crippen: 2h02m24s1 →  Ouro
  - Charles Peterson: 2h02m29s2 →  Prata

50 m livre feminino
- Eliminatórias
  - Sam Woodward: 25s56 → 3° lugar
  - Maritza Correia: 25s74 → 5° lugar
- Semifinais
  - Sam Woodward: 25s74 → 5° lugar
  - Maritza Correia: 25s81 → 6° lugar

100 m borboleta feminino
- Eliminatórias
  - Kathleen Hersey: 59s99 → 1° lugar
  - Sam Woodward: 1m00s16 → 2° lugar
- Semifinais
  - Kathleen Hersey: 59s50 → 1° lugar
  - Sam Woodward: 59s88 → 2° lugar

100 m peito feminino
- Eliminatórias
  - Elizabeth Tinnon: 1m08s94 → 2° lugar
  - Michelle McKeehan: 1m10s35 → 3° lugar

100 m costas feminino
- Eliminatórias
  - Julia Smit: 1m02s33 → 1° lugar
  - Brielle White: 1m02s46 → 2° lugar

400 m livre feminino
- Eliminatórias
  - Jessica Rodriquez: 4m11s47 → 1° lugar
  - Corinne Showalter: 4m13s62 → 3° lugar
- Final
  - Jessica Rodriquez: 4m12s22 →  Ouro
  - Corinne Showalter: 4m13s72 →  Bronze

400 m medley feminino
- Eliminatórias
  - Teresa Crippen: 4m45s19 → 1° lugar
  - Kathleen Hersey: 4m47s44 → 3° lugar
- Final
  - Kathleen Hersey: 4m44s08 →  Ouro
  - Teresa Crippen: 4m46s18 →  Prata

4x200 m livre feminino
- Final
  - USA Estados Unidos: 8m06s28 →  Ouro

Maratona aquática 10 km feminino
- Final
  - Chloe Sutton: 2h13m47s6 →  Ouro
  - Kalyn Keller: 2h14m20s9 → 4º lugar

### Pólo Aquático
Feminino
- Fase de grupos
  - Vitória sobre a VEN Venezuela, 21-3
  - Vitória sobre CUB Cuba, 14-6
  - Vitória sobre o CAN Canadá, 10-8
  - Vitória sobre o BRA Brasil, 10-3
  - Vitória sobre PUR Porto Rico, 13-2

- Semifinal
  - Vitória sobre CUB Cuba, 16-3

- Final
  - Vitória sobre o CAN Canadá, 6-4 →  Ouro

Masculino
- Fase de grupos
  - Vitória sobre o BRA Brasil, 12-6
  - Vitória sobre o MEX México, 18-3
  - Vitória sobre PUR Porto Rico, 21-3

- Semifinal
  - Vitória sobre CUB Cuba, 15-4

- Final
  - Vitória sobre o BRA Brasil, 9-2 →  Ouro

### Softbol
Feminino
- Fase de grupos
  - Vitória sobre o BRA Brasil, 7-0
  - Vitória sobre a COL Colômbia, 4-0
  - Vitória sobre CUB Cuba, 10-0

- Semifinal 1
  - Vitória sobre o CAN Canadá, 7-0

- Grand Final
  - cancelado (ver Softbol nos Jogos Pan-Americanos de 2007) →  Ouro

### Voleibol
Feminino
- Fase de grupos
  - Vitória sobre a CRC Costa Rica, 3-0 (25-9, 25-19, 25-12)
  - Vitória sobre PUR Porto Rico, 3-1 (21-25, 25-18, 25-16, 25-22)
  - Derrota para CUB Cuba, 0-3 (16-25, 23-25, 15-25)

- Semifinal
  - Derrota para o BRA Brasil, 0-3 (13-25, 20-25, 20-25)

- Disputa pelo 3º lugar
  - Vitória sobre o PER Peru, 3-0 (25-22, 25-22, 25-22) →  Bronze

Masculino
- Fase de grupos
  - Vitória sobre a VEN Venezuela, 3-0 (25-19, 25-22, 25-20)
  - Vitória sobre a ARG Argentina, 3-0 (25-17, 25-22, 25-21)
  - Vitória sobre PUR Porto Rico, 3-0 (25-22, 25-17, 25-23)

- Semifinal
  - Vitória sobre CUB Cuba, 3-1 (25-23, 25-17, 24-26, 25-23)

- Final
  - Derrota para o BRA Brasil, 0-3 (16-25, 20-25, 22-25) →  Prata